# Brădeni, Sibiu
Brădeni, până în 1968 Hendorf, (în dialectul săsesc Händerf, Hendref, în germană Henndorf, Hegendorf, în maghiară Hégen, Henningfalva) este satul de reședință al comunei cu același nume din județul Sibiu, Transilvania, România.

## Istoric
Prima denumire atestată este cea de  terra Heen  (1297). În 1349 era numită  Villa Hegun, iar biserica cu hramul Sf. Andrei a fost menționată prima oară în 1350. 
Numele de Henndorf a fost schimbat în Brădeni prin legea nr. 2/1968, privind organizarea administrativă a teritoriului.

## Biserica evanghelică
- Vezi și Biserica fortificată din Brădeni

Zidurile bisericii, groase de 1,20 metri și înalte de 12 metri, au avut și rol de apărare. Deși pare opacă și simplă pe dinafară, lăcașul este bogat ornamentat pe dinăuntru. Are o sală  și un  cor  pentagonal, iar pe fațada apuseană se află portalul principal, singura intrare inițială în biserică, care era probabil închis cu o hersă.

## Fortificația
Fortificația dimprejur a fost construită imediat după terminarea bisericii, la începutul secolului al XVI-lea, și este de formă patrulateră, fiind prevăzută cu patru bastioane  rectangulare în cele patru colțuri. Bastionul de nord-est a fost demolat, iar cel din sud-est a fost reclădit în 1866. 

## Personalități locale
- Remus Răduleț (1904-1984), inginer, membru titular al Academiei Române.
- Ilarion Cocișiu (1910-1952), compozitor, etnomuzicolog, folclorist.

## Galerie imagini

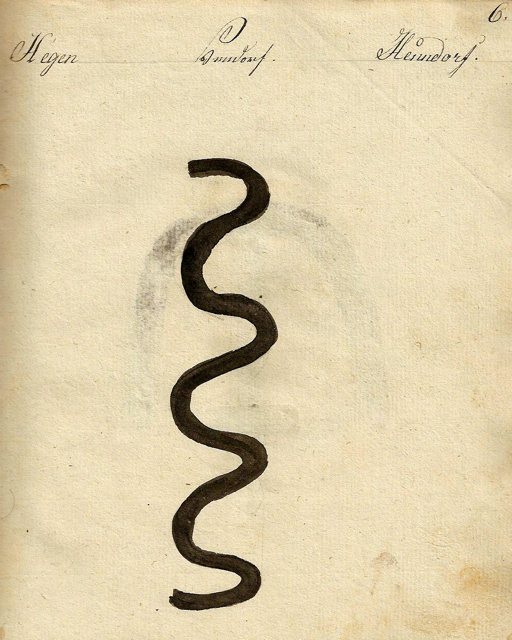
1826 - Danga pentru vitele din Brădeni
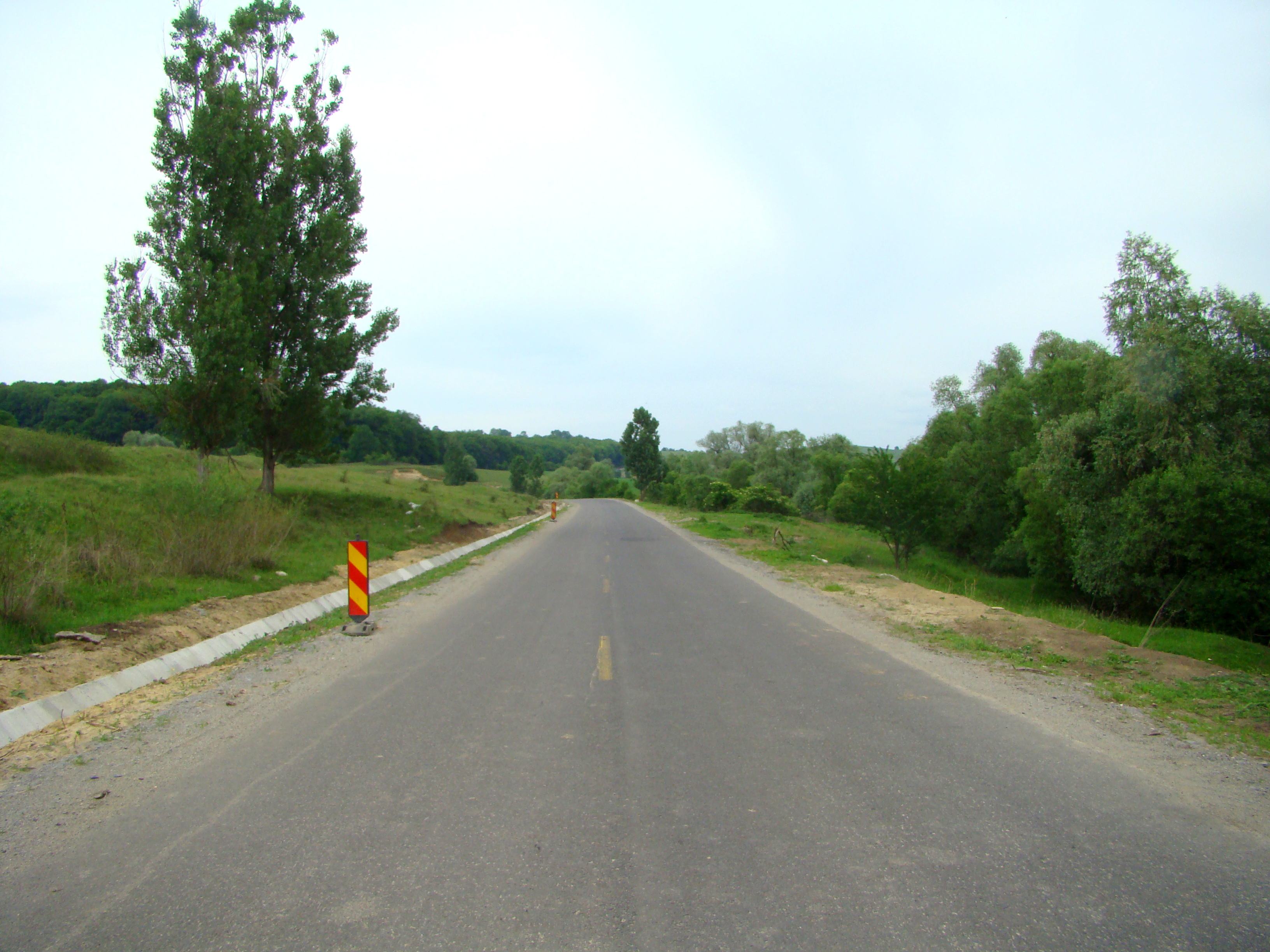
Drumul Apold-Brădeni
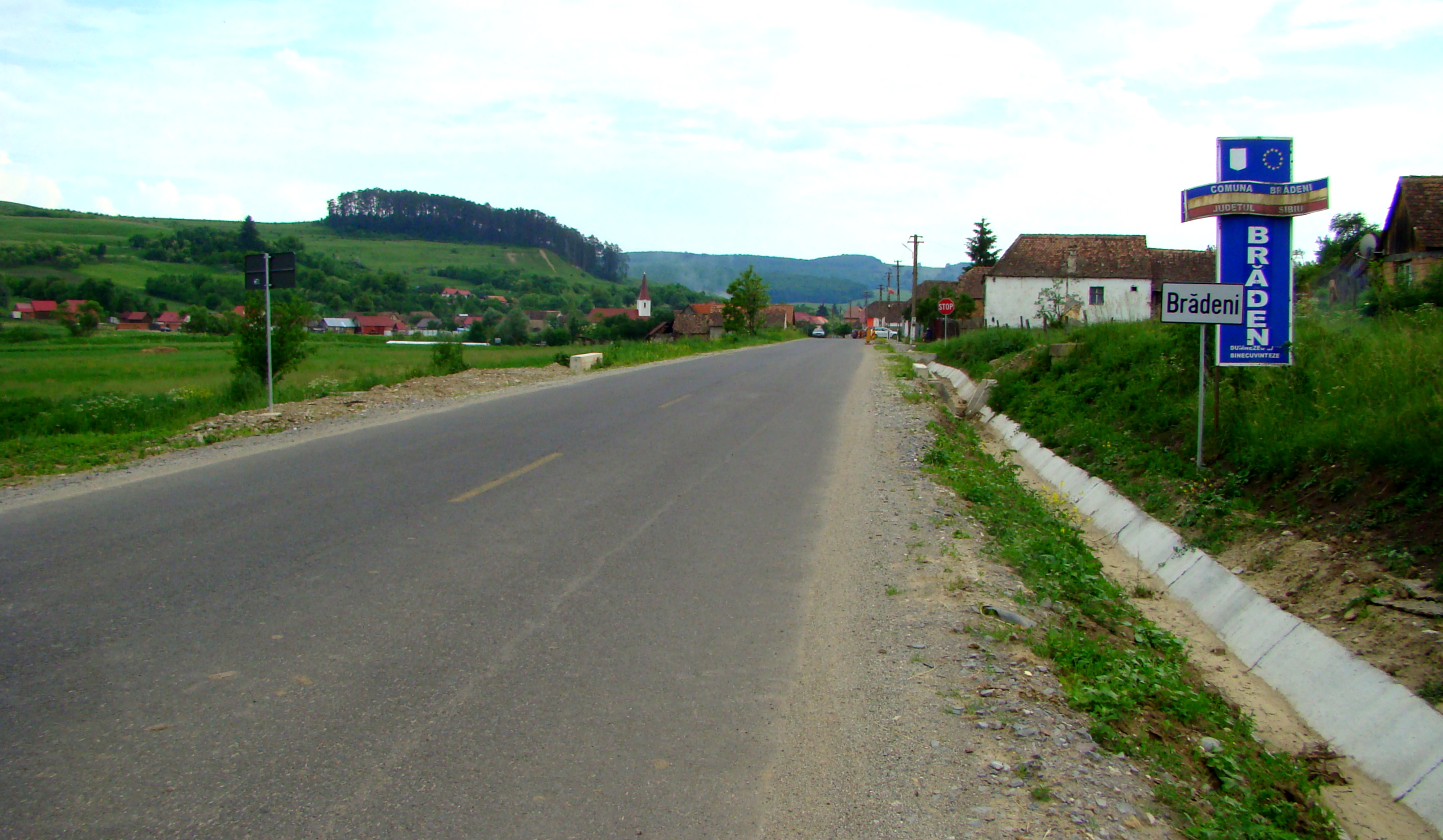
Intrarea în localitate
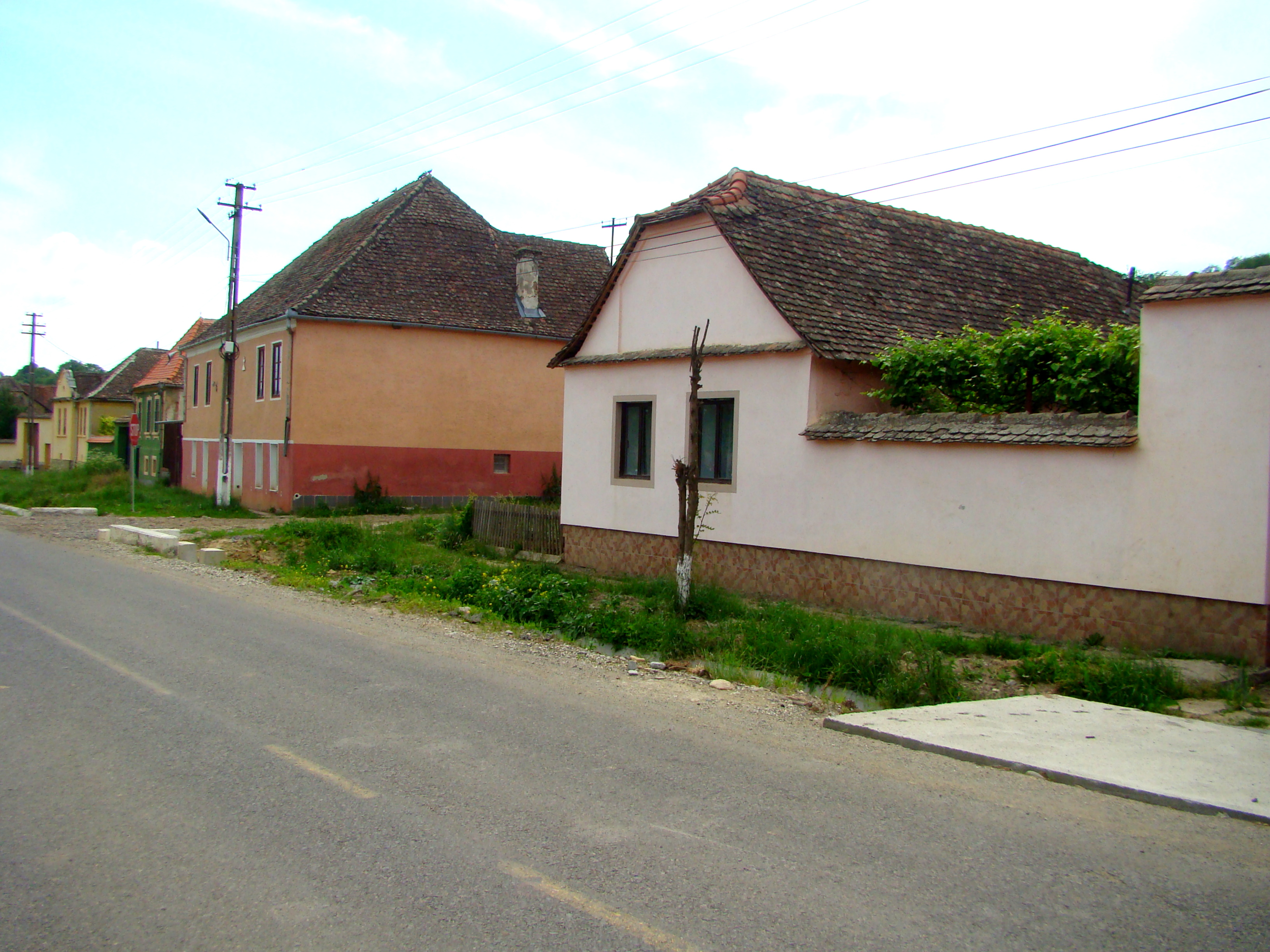
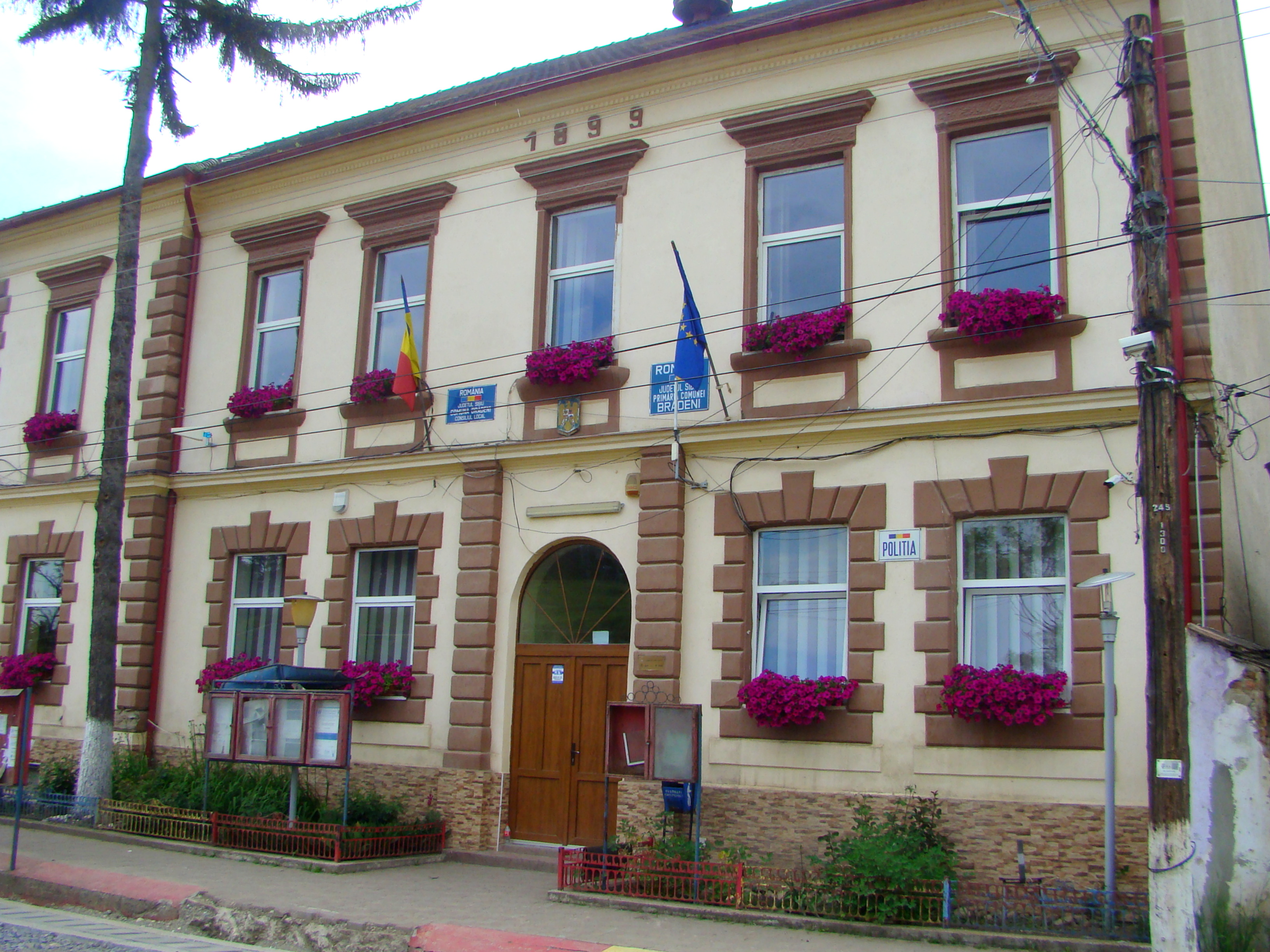
Primăria
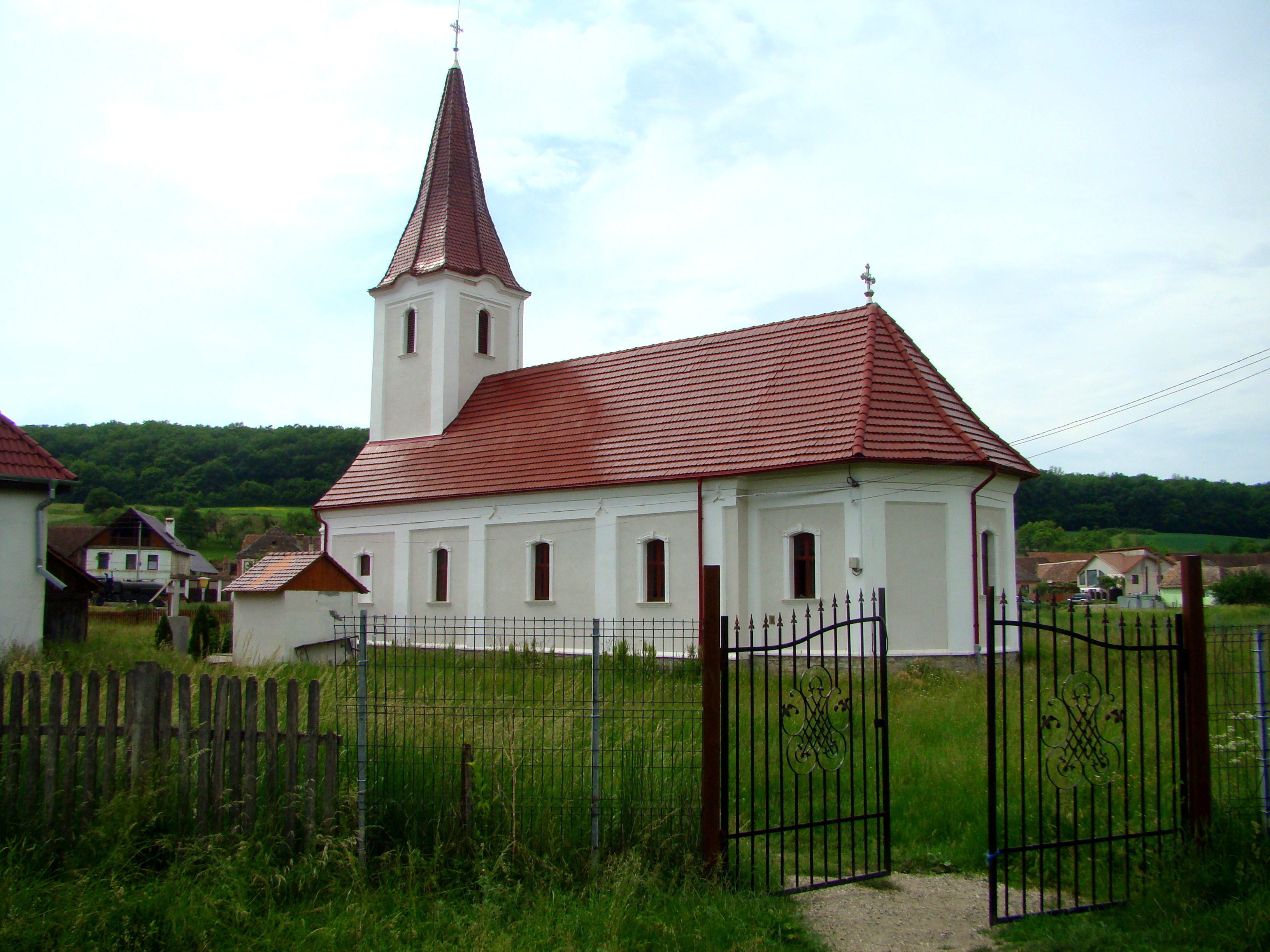
Biserica „Sfântul Ilie Tesviteanul”
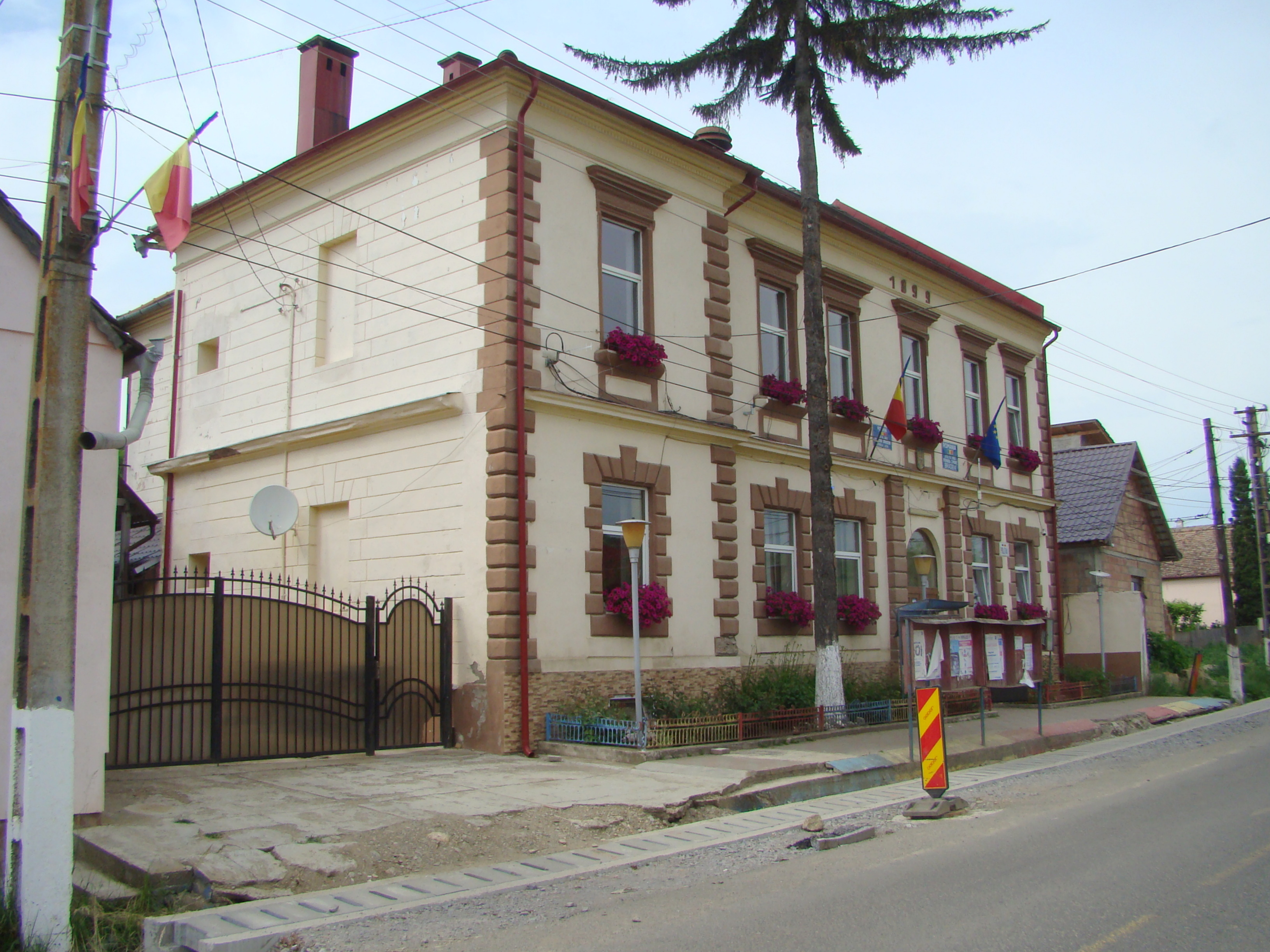
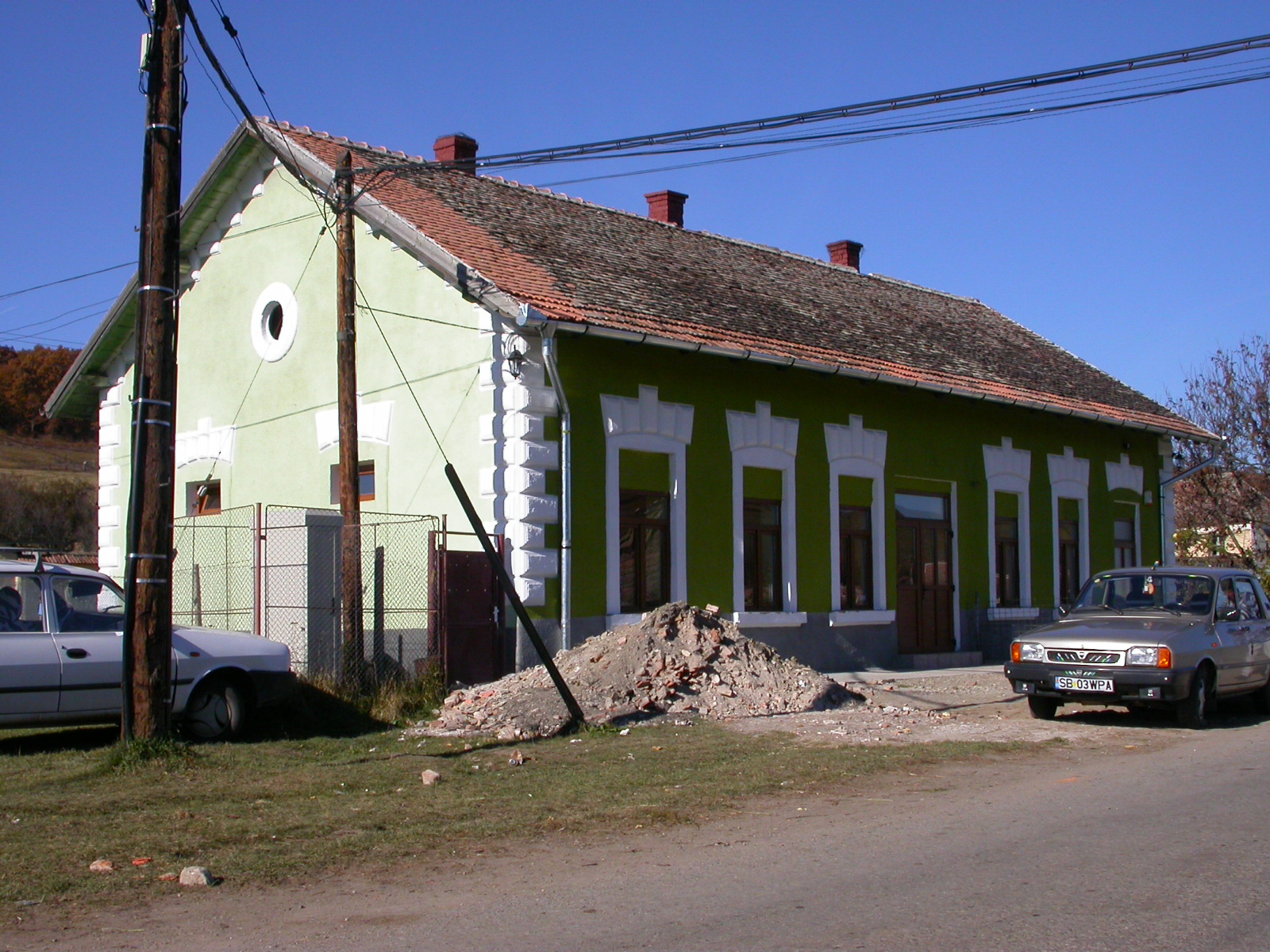
Halta Hendorf (vechea denumire a satului Brădeni)
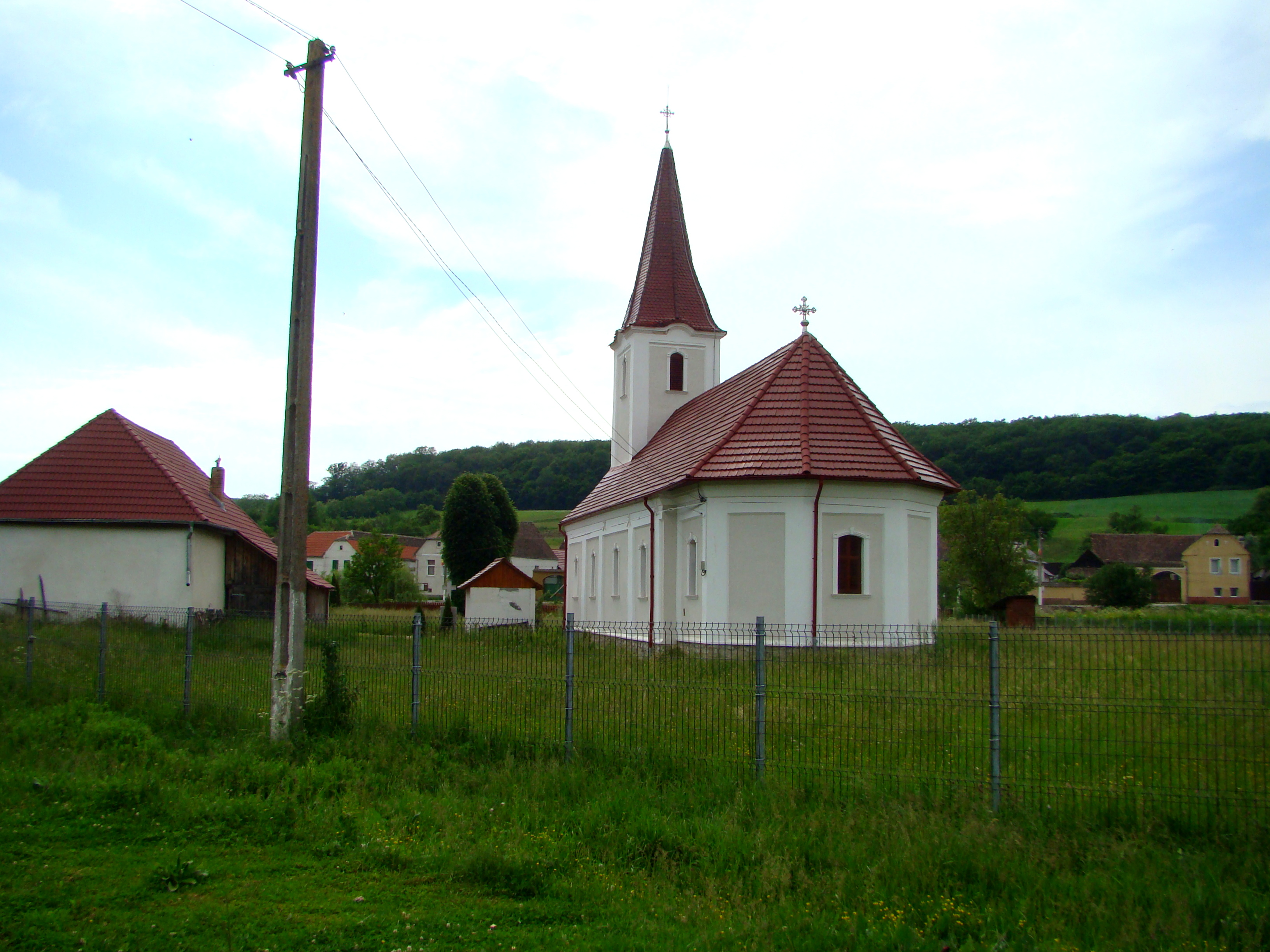
Biserica „Sfântul Ilie Tesviteanul”
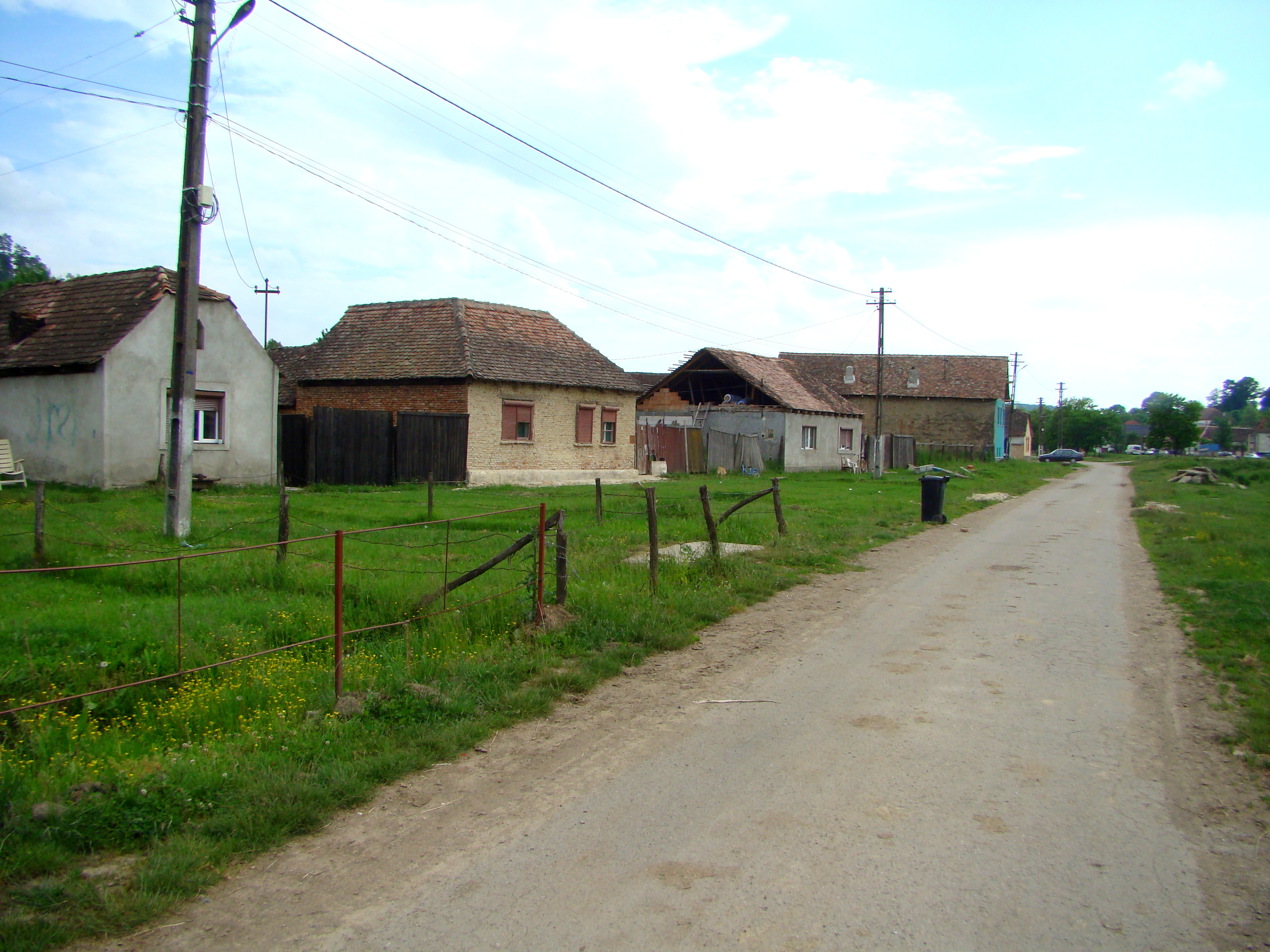
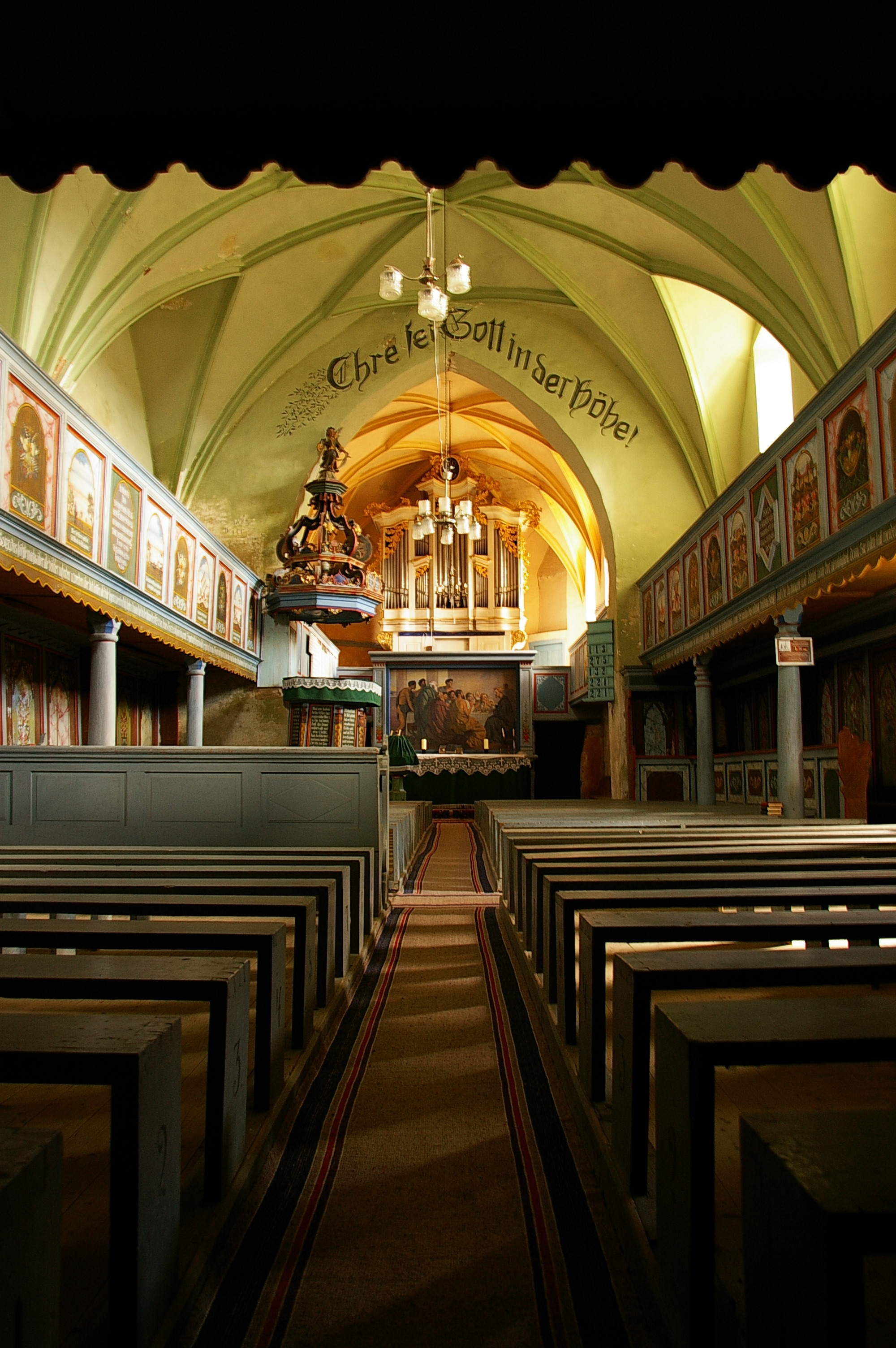
Biserica fortificată
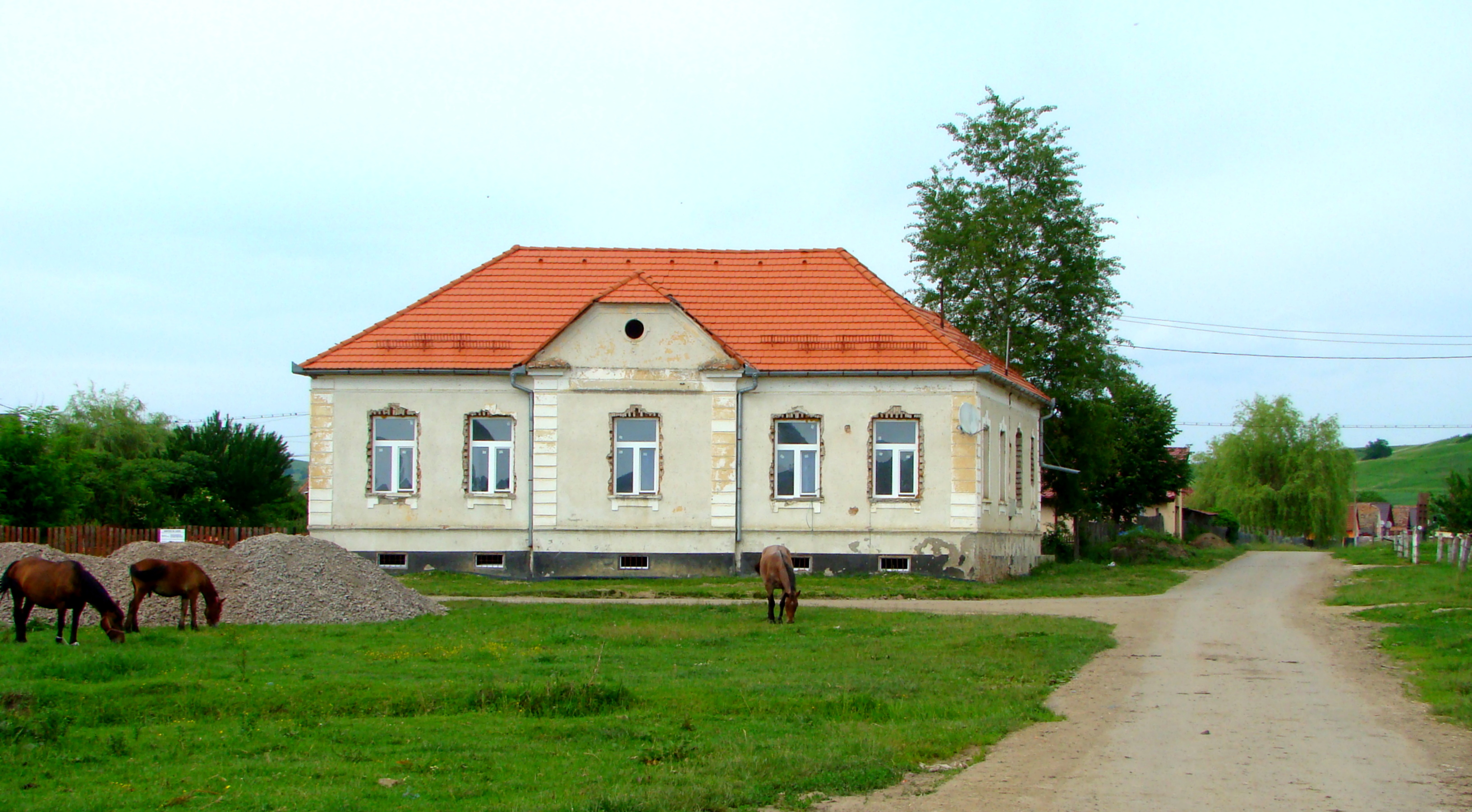